# Lökgroda
Lökgrodan (Pelobates fuscus) är en art i familjen lökgrodor (Pelobatidae) som tillhör ordningen stjärtlösa groddjur.

## Utseende
Kroppslängden är mellan 4 och 7, sällsynt 8 centimeter. 
De bakre tårna är försedda med hel simhud. Vid innersta baktåns rot finns en hård, linsformig knöl. Kroppen är ovan betäckt med glesa vårtor. Hela grodan är paddlik. Färgen är ovan grå till grönbrun, marmorerad med vitgul till gråspräcklig undersida. 

## Utbredning
Lökgrodan förekommer i mellersta Europa och Asien till Aralsjön i öster. I Skandinavien finns den fläckvis i Danmark (med undantag av Samsø, Fyn och Bornholm) och fläckvis i södra Skåne. 
Efter en kraftig minskning har det svenska beståndet på de allra senaste åren uppvisat en viss ökning, och beräknades 2005 vara omkring 3500 individer.
Det största antalet lökgrodor i Sverige återfinns i Ingelstorps mosse strax öster om Ystad med en population på ca 1000-1500 vuxna individer.

## Fortplantning
Parningstiden sträcker sig mellan sent i mars till början av maj. För de individuella bestånden varar den omkring en vecka. Honan lägger äggen vid ett tillfälle, i form av avlånga geleklumpar, som kan innehålla upp till 750 ägg. Totala äggantalet kan uppgå till 2000. Äggen kläcks tidigt, efter omkring en vecka. Ynglen kan bli 10 till 13 centimeter långa, det vill säga längre än det vuxna djuret. Det är den längsta larvlängden bland alla i Sverige förekommande stjärtlösa amfibier. Larverna förvandlas efter 120 till 140 dagar, i augusti till oktober. Efter förvandlingen har de krympt till mellan 2,5 och 4 centimeter.
Ägg och larver ställer stora krav på miljön: Går temperaturen under omkring 6° dör äggen, medan de nykläckta larverna kräver en temperatur på 20-25° för att kunna växa och förvandla sig. Det är också viktigt att vattnet är rent; i alltför förorenade vattensamlingar dör larverna.

## Beteende
Om dagen håller sig grodan nedgrävd i sanden och är i rörelse i huvudsak om natten. Den anträffas jämförelsevis sällan. Den lever i sandig, glesbeväxt mark där den fångar insekter, sniglar och maskar. 
Då den ofredas, kan den sällsynt avsöndra ur hudkörtlarna en vätska, som har en vitlöksliknande lukt. 
Då grodan endast har inre strupsäckar, är lätet jämförelsevis svagt.
Lökgrodan kan bli upp till 11 år gammal.